# Fallin'
"Fallin'" là một bài hát của nghệ sĩ thu âm người Mỹ Alicia Keys nằm trong album phòng thu đầu tay của cô, Songs in A Minor (2001). Nó được phát hành vào ngày 2 tháng 4 năm 2001 như là đĩa đơn đầu tiên trích từ album bởi J Records, đồng thời là đĩa đơn đầu tay trong sự nghiệp ca hát của Keys. Bài hát được viết lời và sản xuất bởi chính nữ ca sĩ, trong đó sử dụng đoạn nhạc mẫu từ bài hát năm 1966 của James Brown là "It's a Man's Man's Man's World" do Brown và Betty Jean Newsome viết lời, mặc dù không được đề cập như là những đồng tác giả cho "Fallin". Đây là một R&B đương đại kết hợp với neo soul mang nội dung đề cập đến những cảm xúc xảy ra khi nhân vật chính quan tâm rất sâu sắc với một người khác, điều Keys đã trải qua từ mối quan hệ phức tạp của chính cô khi nữ ca sĩ bắt đầu viết nó năm 16 tuổi, và đã trở thành nguồn cảm hứng chính cho bài hát.
Sau khi phát hành, "Fallin'" nhận được những phản ứng tích cực từ các nhà phê bình âm nhạc, trong đó họ đánh giá cao giai điệu cũng như quá trình sản xuất của nó, và gọi đây là một điểm nhấn nổi bật từ Songs in A Minor. Nó còn lọt vào danh sách những bài hát vĩ đại nhất thập niên 2000 cũng như mọi thời đại bởi nhiều ấn phẩm và tổ chức âm nhạc, bao gồm vị trí thứ 22 và 62 trong danh sách 100 Bài hát xuất sắc nhất thập niên 2000 của VH1 và Rolling Stones. Bài hát cũng tiếp nhận những thành công vượt trội về mặt thương mại, đứng đầu các bảng xếp hạng ở Hà Lan và New Zealand, và lọt vào top 10 ở hầu hết những quốc gia nó xuất hiện, bao gồm vuơn đến top 5 ở nhiều thị trường lớn như Áo, Bỉ, Pháp, Đức, Ireland, Ý, Na Uy, Thụy Sĩ và Vương quốc Anh. Tại Hoa Kỳ, "Fallin'" đạt vị trí số một trên bảng xếp hạng Billboard Hot 100 trong sáu tuần không liên tiếp, trở thành đĩa đơn quán quân đầu tiên của Keys tại đây.
Video ca nhạc cho "Fallin'" được đạo diễn bởi Chris Robinson, trong đó bao gồm những cảnh Keys trình diễn bài hát trên một cây đèn piano và đến một nhà tù để thăm người bạn trai đang bị giam giữ của cô. Nó đã nhận được nhiều lượt yêu cầu phát sóng trên những kênh truyền hình âm nhạc như MTV, VH1 và BET, và nhận được hai đề cử tại giải Video âm nhạc của MTV năm 2001 cho Nghệ sĩ mới xuất sắc nhất và giải MTV2, và chiến thắng giải đầu tiên. Để quảng bá bài hát, nữ ca sĩ đã trình diễn nó trên nhiều chương trình truyền hình và lễ trao giải lớn, bao gồm Saturday Night Live, The Oprah Winfrey Show, Wetten, dass..?, Top of the Pops, giải Video âm nhạc của MTV năm 2001, giải thưởng Âm nhạc Thế giới năm 2002 và giải Grammy lần thứ 44, cũng như trong tất cả những chuyến lưu diễn của cô.
Được ghi nhận là bài hát trứ danh trong sự nghiệp của nữ ca sĩ, "Fallin'" đã xuất hiện trong nhiều album tuyển tập của Keys, như Unplugged (2005), The Platinum Collection (2010) và VH1 Storytellers (2013). Ngoài ra, bài hát còn được hát lại và sử dụng làm nhạc mẫu bởi nhiều nghệ sĩ, bao gồm Mariah Carey, Black Eyed Peas, Mac Miller và Jessica Sanchez. Nó cũng gặt hái nhiều giải thưởng và đề cử tại những lễ trao giải quan trọng, bao gồm
đề cử giải thưởng âm nhạc Billboard năm 2001 cho Đĩa đơn Hot 100 của năm cũng như bốn đề cử giải Grammy ở hạng mục Thu âm của năm, Bài hát của năm, Bài hát R&B xuất sắc nhất và Trình diễn giọng R&B nữ xuất sắc nhất tại lễ trao giải thường niên lần thứ 44, và chiến thắng ba giải sau.

## Danh sách bài hát
| Đĩa CD tại châu Âu 1. "Fallin'" – 3:30 2. "Fallin'" (phối lại, hợp tác với Busta Rhymes và Rampage) - 4:15 Đĩa CD tại Anh quốc 1. "Fallin'" (radio chỉnh sửa) – 3:16 2. "Fallin'" (phối lại, hợp tác với Busta Rhymes và Rampage) – 4:15 3. "Rear View Mirror" – 4:03 4. "Fallin'" (video ca nhạc) - 3:28 | Đĩa CD maxi tại châu Âu 1. "Fallin'" (radio chỉnh sửa) – 3:16 2. "Fallin'" – 3:30 3. "Fallin'" (phối lại, hợp tác với Busta Rhymes và Rampage) – 4:15 4. "Fallin'" (phối lại, không rap) – 3:35 5. "Fallin'" (phối lại, không lời) – 4:15 6. "Fallin'" (video ca nhạc) - 3:28 |

## Xếp hạng
| Bảng xếp hạng (2001)                     | Vị trí cao nhất |
| ---------------------------------------- | --------------- |
| Úc (ARIA)                                | 7               |
| Áo (Ö3 Austria Top 40)                   | 3               |
| Bỉ (Ultratop 50 Flanders)                | 1               |
| Bỉ (Ultratop 50 Wallonia)                | 3               |
| Canada (Canadian Singles Chart)          | 24              |
| Đan Mạch (Tracklisten)                   | 14              |
| Châu Âu (European Hot 100 Singles)       | 3               |
| Pháp (SNEP)                              | 5               |
| Đức (Official German Charts)             | 2               |
| Ireland (IRMA)                           | 3               |
| Ý (FIMI)                                 | 3               |
| Hà Lan (Dutch Top 40)                    | 1               |
| Hà Lan (Single Top 100)                  | 1               |
| New Zealand (Recorded Music NZ)          | 1               |
| Na Uy (VG-lista)                         | 2               |
| Ba Lan (ZPAV)                            | 4               |
| Scotland (OCC)                           | 6               |
| Tây Ban Nha (PROMUSICAE)                 | 6               |
| Thụy Điển (Sverigetopplistan)            | 7               |
| Thụy Sĩ (Schweizer Hitparade)            | 2               |
| Anh Quốc (OCC)                           | 3               |
| Anh Quốc R&B (OCC)                       | 1               |
| Hoa Kỳ Billboard Hot 100                 | 1               |
| Hoa Kỳ Adult Contemporary (Billboard)    | 24              |
| Hoa Kỳ Adult Pop Airplay (Billboard)     | 14              |
| Hoa Kỳ Hot R&B/Hip-Hop Songs (Billboard) | 1               |
| Hoa Kỳ Pop Airplay (Billboard)           | 1               |
| Hoa Kỳ Rhythmic (Billboard)              | 2               |

| Bảng xếp hạng (2001)                 | Vị trí |
| ------------------------------------ | ------ |
| Australia (ARIA)                     | 52     |
| Austria (Ö3 Austria Top 75)          | 20     |
| Belgium (Ultratop 50 Flanders)       | 14     |
| Belgium (Ultratop 40 Wallonia)       | 26     |
| Europe (European Hot 100 Singles)    | 15     |
| France (SNEP)                        | 87     |
| Germany (Official German Charts)     | 12     |
| Italy (FIMI)                         | 9      |
| Netherlands (Dutch Top 40)           | 2      |
| Netherlands (Single Top 100)         | 3      |
| New Zealand (Recorded Music NZ)      | 21     |
| Norway Autumn Period (VG-lista)      | 3      |
| Sweden (Sverigetopplistan)           | 21     |
| Switzerland (Schweizer Hitparade)    | 10     |
| UK Singles (Official Charts Company) | 54     |
| US Billboard Hot 100                 | 2      |
| US Hot R&B/Hip-Hop Songs (Billboard) | 9      |
| Bảng xếp hạng (2002)                 | Vị trí |
| Europe (European Hot 100 Singles)    | 26     |
| France (SNEP)                        | 35     |
| Norway Winter Period (VG-lista)      | 16     |
| Switzerland (Schweizer Hitparade)    | 36     |

| Bảng xếp hạng (2000-09)      | Vị trí |
| ---------------------------- | ------ |
| Netherlands (Dutch Top 40)   | 94     |
| Netherlands (Single Top 100) | 21     |
| US Billboard Hot 100         | 29     |

| Bảng xếp hạng                | Vị trí |
| ---------------------------- | ------ |
| US Billboard Hot 100         | 171    |
| US Billboard Hot 100 (Women) | 54     |

## Chứng nhận
}}
| Quốc gia                                                                           | Chứng nhận | Số đơn vị/doanh số chứng nhận |
| ---------------------------------------------------------------------------------- | ---------- | ----------------------------- |
| Úc (ARIA)                                                                          | Bạch kim   | 70.000^                       |
| Áo (IFPI Áo)                                                                       | Vàng       | 20.000*                       |
| Bỉ (BEA)                                                                           | Bạch kim   | 50.000*                       |
| Pháp (SNEP)                                                                        | Vàng       | 250.000*                      |
| Đức (BVMI)                                                                         | Vàng       | 250.000^                      |
| Hà Lan (NVPI)                                                                      | Bạch kim   | 60.000^                       |
| New Zealand (RMNZ)                                                                 | Vàng       | 5.000*                        |
| Na Uy (IFPI)                                                                       | Bạch kim   | 0*                            |
| Thụy Điển (GLF)                                                                    | Bạch kim   | 30.000^                       |
| Thụy Sĩ (IFPI)                                                                     | Bạch kim   | 40.000^                       |
| Anh Quốc (BPI)                                                                     | Vàng       | 400.000‡                      |
| Hoa Kỳ (RIAA)                                                                      | Vàng       | 500.000^                      |
| * Chứng nhận dựa theo doanh số tiêu thụ. ^ Chứng nhận dựa theo doanh số nhập hàng. |            |                               |